# Орлов, Иван Андреевич (генерал)
Ива́н Андре́евич Орло́в (1918—1990) — советский военно-политический деятель и педагог, генерал-майор. Начальник ВПУ МВД СССР (1969—1978).

## Биография
Родился в 1918 году в селе Николаевка Башкирской АССР в крестьянской семье.
С 1936 года инспектор учёта и планирования Фёдоровского районного земельного отдела Башкирской АССР. С 1937 года на комсомольской работе — заведующий отделом политучёбы Фёдоровского райкома ВЛКСМ Башкирской АССР. С 1938 года секретарь Фёдоровского райкома ВЛКСМ Башкирской АССР.

С 1938 года призван в ряды РККА — красноармеец, младший командир и заместитель политрука батареи 133-го лёгкого артиллерийского полка 32-й стрелковой дивизии 1-й КА. С 1941 года после окончания Ворошиловского военно-политического училища, участник Великой Отечественной войны — военный комиссар батареи 133-го лёгкого артиллерийского полка 32-й стрелковой дивизии 25-й армии Западного фронта, был дважды ранен. 7 февраля 1942 года за отвагу был награждён орденом Красного Знамени:
22 октября при выходе из окружения в районе с. Вяземское его батарея самоотверженно дралась с фашистскими танками. Сам т. Орлов из состава батареи организовал группу бойцов истребителей танков, уничтожил 10 танков и 10 бронемашин противника. Кроме того возглавил группу наших пехотинцев и водил их в атаку против автоматчиков противника, где был ранен

С 1942 года военный комиссар батареи и дивизиона, с 1944 года заместитель командира 210-го гвардейского миномётного дивизиона по политчасти 20-го гвардейского миномётного полка 14-й Отдельной армии воевал на Волховском, Ленинградском и Карельском фронтах. В 1943 году в составе полка участвовал в Мгинской наступательной операции, с 1944 года участвовал в Красносельско-Ропшинской наступательной операции, Псковско-Островской операции, Ленинградско-Новгородской операции, Свирско-Петрозаводской операции и Петсамо-Киркенесской операции. 21 июля 1944 года за отвагу был награждён вторым орденом Красного Знамени:
1 июля 1944 года гв. капитан Орлов с группой бойцов 210-го дивизиона, выручая 211-й дивизион, наступал на самом ответственном участке левого фланга. Стремительным броском, вдохновляя бойцов личным примером, несколько раз переходя в рукопашные схватки, он уничтожил группы противника в лесу и смелой атакой прорвал кольцо окружения 1 батареи и заставил противника отходить. Преследуя противника т. Орлов со своей группой обеспечил успех боя по освобождению и 2 батареи. Наступающая группа т. Орлова уничтожила 18 человек белофинов понеся при этом не значительные потери. Т. Орлов обладая богатырской физической силой и бесстрашием в бою, вёл себя достойным героем и это вдохновило на героическую борьбу личный состав с превосходящими силами противника и обеспечило победу
После окончания войны с 1947 года заместитель командира Отдельного разведывательного дивизиона по политической части 149-го корпусного артиллерийского полка. С 1952 года после окончания ВПА им В. И. Ленина назначен начальником политотдела Отдельного зенитно-артиллерийского дивизиона Московского района ПВО. С 1953 года военный советник — заместитель командира зенитно-артиллерийского полка по политической части Национальной народной армии ГДР. С 1956 года начальник политотдела — заместителем командира 27-й артиллерийской дивизии прорыва по политической части. В 1957 году произведён в полковники. С 1960 по 1969 годы начальник политотдела — заместитель начальника Научно-исследовательского полигона ракетного и артиллерийского вооружения ГРАУ МО СССР по политической части.
С 1969 года переведён во ВВ МВД СССР. С 1969 по 1978 годы — начальник Высшего политического училища МВД СССР. В 1971 году произведён в генерал-майоры.
С 1978 года на пенсии по болезни. В 1990 году умер в Ленинграде, похоронен на Волковском кладбище.

## Награды
- Орден Трудового Красного Знамени[4]
- Два ордена Красного Знамени (7.02.1942[1]; 21.07.1944[2])
- Орден Отечественной войны I ст. (1985[6])
- Орден Красной Звезды (28.03.1944[7])

### Медали
- Медаль «За оборону Ленинграда» (1944)
- Медаль «За победу над Германией в Великой Отечественной войне 1941—1945 гг.» (1947)
- Медаль «За боевые заслуги» (1948)
- Медаль «Ветеран Вооружённых Сил СССР» (1978)
- юбилейные медали

### Ведомственные награды
- Заслуженный работник МВД СССР[4]